# 大木代吉本店
合名会社大木代吉本店（おおきだいきちほんてん）は、福島県西白河郡矢吹町にある日本酒の酒造会社。

## 概要
慶応元年（1865年）創業、1954年（昭和29年）12月に合名会社として設立した。南部杜氏の流れをくむ酒蔵で、元々は醤油屋から分家したという。
当主は代々「大木代吉」を襲名している。2022年時点で4代目当主が代吉を襲名している。
南部杜氏醸酒鑑評会にて1960年（昭和35年）から15年連続優等賞を受賞、東北清酒鑑評会にて1985年（昭和60年）から8年連続で優等賞を受賞するなどしており、代表銘柄には無農薬による酒米を使った純米酒「自然郷」や「楽器正宗」などがある。また、人工添加物を使用しない料理酒の「こんにちは料理酒」も広く知られている。
2011年（平成23年）3月の東日本大震災では14棟あった酒蔵のうち6棟が全壊するなど大きな被害を受けた。

## 代表銘柄
- 自然郷
- 楽器正宗
- こんにちは料理酒